# Iwona Zubel
Iwona Zubel, z d. Sołtysik (ur. 25 października 1969) – polska siatkarka, mistrzyni i reprezentantka Polski.

## Kariera sportowa
Była zawodniczką Startu Łódź. Od 1990 występowała w BKS Stal Bielsko-Biała zdobywając kolejno mistrzostwo Polski w 1991, wicemistrzostwo Polski w 1992 i brązowy medal mistrzostw Polski w 1993. W 1994 przeszła do zespołu Dick Black Andrychów i zdobyła wicemistrzostwo Polski oraz Puchar Polski w 1997. W 1997 wróciła do gry w BKS i zdobyła brązowy medal mistrzostw Polski w 2000. Od 2002  grała w drugoligowej drużynie LKS PTR Pszczyna. Karierę sportową zakończyła w 2006.
Z reprezentacją Polski juniorek wystąpiła na mistrzostwach Europy w 1988, zajmując 6. miejsce. W reprezentacji Polski seniorek wystąpiła w 5 spotkaniach w 1991.